# Itinerarium Alexandri
El Itinerarium Alexandri ("El Viaje de Alejandro") es un Itinerarium latino del siglo IV  - una guía de viaje en forma de listado de ciudades, pueblos y otras paradas, a lo largo del viaje de conquista reflejando las distancias recorridas.
El texto describe el viaje de Alejandro Magno en su conquista del Imperio persa. El libro contiene una descripción de la vida de Alejandro desde su subida al trono del Reino de Macedonia, su conquista del Imperio aqueménida hasta su llegada a la India. El contenido de los textos dibuja fuertemente el Anábasis de Alejandro Magno por Flavio Arriano y  tiene semejanzas al Res gestae Alexandri Macedonis.
El trabajo está dedicado al Emperador Romano Constancio II. El autor es desconocido pero probablemente fue compuesto en 340 por Julio Valerio Alejandro Polemio, de quién se sabe que escribió Res gestae Alexandri Macedonis.